# Резедовка (Вольнянский район)
Резедовка (укр. Резедівка) — село,
Павловский сельский совет,
Вольнянский район,
Запорожская область,
Украина.
Код КОАТУУ — 2321586110. Население по переписи 2001 года составляло 53 человека.

## Географическое положение
Село Резедовка находится в 1 км от села Значково и в 1,5 км от села Задорожное.
Рядом проходят автомобильная дорога Н-15 и
железная дорога, станция Платформа 1074 км в 1-м км.

## История
- 1870 год — дата основания как хутор Андреевский.
- В 1965 году переименовано в село Резедовка.